# Elvio Banchero
Elvio Banchero, född 28 april 1904 i Alessandria, död 21 januari 1982, var en italiensk fotbollsspelare.
Banchero blev olympisk bronsmedaljör i fotboll vid sommarspelen 1928 i Amsterdam.